# Uppsala domkyrkokör
Uppsala domkyrkokör är en kammarkör med cirka 35 medlemmar knuten till Uppsala domkyrka.
Kören grundades 1867 av domkyrkoorganisten och tonsättaren Jacob Axel Josephson. Kören har alltid haft en central plats i katedralens gudstjänstliv men bedriver också en omfattande konsertverksamhet, med såväl a cappella-musik som större verk med orkester. Domkyrkokören har genomfört en lång rad turnéer både i Sverige och i Europa. Kören har medverkat i en rad inspelningar för radio och TV och har under åren uruppfört ett stort antal verk av svenska tonsättare som Sven-Erik Bäck, Daniel Börtz och Sven-David Sandström. Domkyrkokören har även, vid sidan av mycket uppskattade framträdanden i jazzsammanhang tillsammans med Alice Babs och Nils Lindberg, uppmärksammats internationellt för sina framföranden av fransk 1600-1700-talsmusik av bland annat Michel-Richard de Lalande. 

## Dirigenter
- Jacob Axel Josephson 1867–1880
- Johan Gustaf Hiller 1880–1891
- Gustaf W. Hofberg 1891–1892
- Leberecht Siegbahn 1892–1917
- Gustaf Lindberg 1917
- Harald Colleen 1918–1942
- Henry Weman 1943–1964
- Olle Scherwin 1964–1967
- Rudolf Löfgren 1967–1994
- Milke Falck 1994–2024
- Johan Hammarström 2024–